# Erwin Verstegen
Erwin Michael Marinius Chistinus Verstegen (Veghel, 31 de julio de 1970-Veghel, 5 de marzo de 1995) fue un deportista neerlandés que compitió en tiro con arco, en la modalidad de arco recurvo. Su hermano Christel compitió en el mismo deporte.
Ganó una medalla de bronce en el Campeonato Mundial de Tiro con Arco al Aire Libre de 1993, dos medallas de bronce en el Campeonato Europeo de Tiro con Arco al Aire Libre de 1990 y una medalla de oro en el Campeonato Europeo de Tiro con Arco en Sala de 1989.
Falleció en 1995, a los 24 años, en un accidente automovilístico.

## Palmarés internacional
| Campeonato Mundial al Aire Libre | Campeonato Mundial al Aire Libre | Campeonato Mundial al Aire Libre | Campeonato Mundial al Aire Libre |
| Año                              | Lugar                            | Medalla                          | Prueba                           |
| -------------------------------- | -------------------------------- | -------------------------------- | -------------------------------- |
| 1993                             | Antalya (Turquía)                | Medalla de bronce                | Equipo                           |
| Campeonato Europeo al Aire Libre |                                  |                                  |                                  |
| Año                              | Lugar                            | Medalla                          | Prueba                           |
| 1990                             | Barcelona (España)               | Medalla de bronce                | Individual                       |
| 1990                             | Barcelona (España)               | Medalla de bronce                | Equipo                           |
| Campeonato Europeo en Sala       |                                  |                                  |                                  |
| Año                              | Lugar                            | Medalla                          | Prueba                           |
| 1989                             | Atenas (Grecia)                  | Medalla de oro                   | Individual                       |